# Julie Reventlow

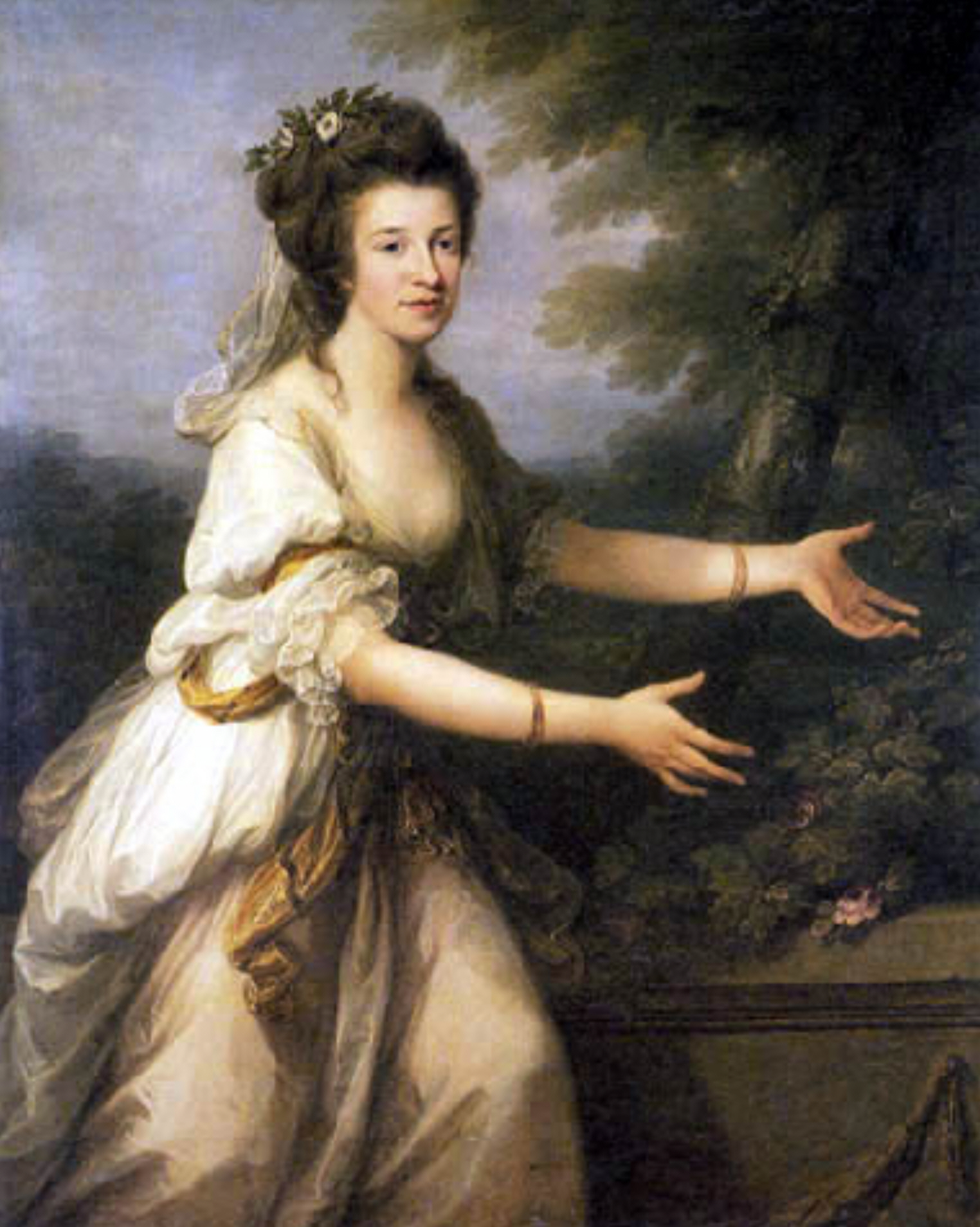
Frederike Juliane Reventlow. Porträtt målat av Angelika Kauffmann 1784.

Frederike Juliane (Julie) Reventlow, född Schimmelmann 16 februari 1763, död 27 december 1816 på Gut Emkendorf, var en dansk grevinna, salongsvärd och författare. 
Hon var dotter till greve Heinrich Carl Schimmelmann (1724-1782) och syster till Heinrich Ernst Schimmelmann samt gifte sig 1779 med greve Frederik Reventlow (1755–1828).
Efter sitt giftermål bosatte hon sig på godset Emkendorf i Holstein, där hon blev en centralpunkt i en tysk litteraturcirkel, en salong. Hon skrev verk om utbildning, såsom Sonntagsfreuden des Landmannes, 1791, och Kinderfreuden oder Unterricht in Gesprächen, 1793.